# Pan Samochodzik i kindżał Hasan-Beja
Pan Samochodzik i kindżał Hasan-Beja – powieść dla młodzieży autorstwa Jerzego Szumskiego, kontynuacja przygód pana Samochodzika. Jej premiera miała miejsce w 1997 r.

## Fabuła
Paweł Daniec, współpracownik pana Samochodzika, rusza na Mazury, by sprawdzić plotki o potworze z jeziora Lisunie. Na miejscu Daniec poznaje Aleksandra Azbijewicza, polskiego Tatara. Mężczyzna jest posiadaczem kindżału z damasceńskiej stali. Broń ma rzekomo kryć w sobie wskazówkę do odnalezienia skarbu żyjącego w XVI wieku Hasan-Beja - przodka Azbijewicza. Daniec, pan Tomasz i jego siostrzeńcy, Jacek i Zosia, rozpoczynają poszukiwania skarbu.

## Okoliczności powstania
Zbigniew Nienacki, twórca postaci pana Samochodzika i kilkunastu książkach o jego przygodach, zmarł w 1994 r. Wdowa po pisarzu udzieliła wydawnictwu Warmia zgody na kontynuowanie przygód detektywa-muzealnika. Rozpoczęto od wydania dwóch książek, do których Nienacki przyłożył rękę:
- Pan Samochodzik i nieuchwytny kolekcjoner - powieść zaczęta przez Nienackiego, dokończona przez Jerzego Szumskiego,
- Pan Samochodzik i testament rycerza Jędrzeja - książka stworzona przez Jerzego Szumskiego na podstawie powieści Nienackiego Zabójstwo Herakliusza Pronobisa (na jej kartach po raz pierwszy pojawiła się postać Pawła Dańca)[2].

Obie zostały wydane w 1997 r. pod nazwiskiem Nienackiego.
Pan Samochodzik i kindżał Hasaj-Bena był pierwszą książką z serii o panu Samochodziku, opatrzoną nazwiskiem innego niż Nienacki autora. Jest to także pierwsza powieść, zrywająca z dotychczasowymi wyznacznikami serii: narratorem staje się Paweł Daniec (a nie pan Tomasz), bohaterowie podróżują także autem innym niż wehikuł pana Tomasza.